# Memórias de um Anarquista Aprisionado
Memórias de um Anarquista Aprisionado é o relato da experiência de Alexander Berkman na prisão de "Western Penitentiary" em Pittsburg na Pensilvânia nos anos de 1892 a 1906. Foi publicado pela primeira vez em 1912, na revista Mother Earth de Emma Goldman, tornando-se um clássico da literatura autobiográfica.
O livro é também em parte, uma homenagem ao seu relacionamento com o colega anarquista Emma Goldman, a qual ele se refere várias vezes ao longo do livro como "a menina". Uma das características notáveis da obra é a descrição da homossexualidade na prisão. Em seu estudo publicado em 2008, Free Comrades: Anarchism and Homosexuality in the United States, 1895–1917, Terence Kissack  descreve o livros como "um dos textos políticos mais importantes lidando com a homossexualidade escrito por um americano antes de 1950".